# Dicrogaster fastigatus
Dicrogaster fastigatus är en plattmaskart. Dicrogaster fastigatus ingår i släktet Dicrogaster och familjen Haploporidae. Inga underarter finns listade i Catalogue of Life.